# 斯威士蘭快運航空
斯威士蘭快運航空是一間已結業的斯威士蘭的航空公司。

## 歷史
航空公司成立於1995年，當時稱斯特芬航空，之後才改名為斯威士蘭快運航空。航空公司成立時有一架塞斯納210並開始飛往以下目的地：曼齊尼、馬普托和維蘭庫盧什。在1998年，塞斯納208取代了塞斯納210，並增加了以下目的地：德班（南非）。在2002年，费尔柴尔德梅特罗取代了塞斯納208。
斯威士蘭快運航空停止航班於2008年4月4日。

## 曾飛過的目的地
- 斯威士蘭曼齊尼 （曼齊尼機場） - 樞紐機場
- 莫桑比克馬普托 （馬普托國際機場）
- 莫桑比克維蘭庫盧什（維蘭庫盧什機場）
- 南非德班（德班國際機場）
- 南非約翰內斯堡（奧利弗·坦博國際機場）

## 貨運
貨物類型：包裹，快速的文件和郵件。
服務目的地:
- 南非德班（德班國際機場）
- 莫桑比克馬普托 （馬普托國際機場）
- 斯威士蘭曼齊尼 （曼齊尼機場） - 樞紐機場
- 莫桑比克維蘭庫盧什（維蘭庫盧什機場）

## 機隊
斯威士蘭快運航空於2008年2月時擁有以下飛機：
- 1架ATR42
- 1架费尔柴尔德梅特罗

於2008年2月，斯威士蘭快運航空平均機齡為19.6歲 （页面存档备份，存于）。

## 外部連結
- 官方網站 （页面存档备份，存于）
- 斯威士蘭快運機隊

## 備註
1. ↑  .   [2009-04-04]. （原始内容存档于2017-08-17）.